# Edith Starr Miller
Pour les articles homonymes, voir Miller.
Edith Starr Miller, née le 16 juillet 1887 et morte le 16 janvier 1933, est une essayiste britannique. Elle était l'épouse d'Almeric Paget, lord Queenborough. Son nom a souvent été orthographié Queensborough par erreur.

## Biographie
Edith est née à Newport (Rhode Island), fille unique d'un riche industriel et promoteur immobilier de Nouvelle-Angleterre, William Starr Miller II (1856–1935) et d’Édith Caroline Warren (1866–1944).
Le 19 juillet 1921, elle épouse le baron Almeric Paget, devenant ainsi Lady Queenborough. Le ménage, qui aura trois filles, s'établit dans une luxueuse maison à Hatfield (Hertfordshire), dont Edith conçoit tous les décors intérieurs.
Edith obtient le 8 janvier 1932 à New York City le divorce pour violence conjugale. Elle meurt presque exactement un an plus tard à Paris.
Elle est surtout connue pour sa publication posthume Occult theocracy, un ouvrage conspirationniste décrivant un vaste complot jésuite-judaïque-maçonnique-gnostique-brahmanique-illuminati pour renverser le christianisme.
Occult Theocracy s'appuie sur les précédents travaux de Domenico Margiotta, Léo Taxil, Alice Bailey, Abel Clarin de la Rive et Nesta Webster. Plusieurs fois réédité, cet ouvrage a influencé d'autres auteurs conspirationnistes comme William Guy Carr.
Miller était l'associée et l'amie de Leslie Fry. Durant 10 ans, elles analysèrent le travail de Nesta H. Webster et conclurent, à l'inverse de Webster, que la British Grand Lodge (maçonnerie britannique) était très impliquée dans l'occultisme. La résultante de leur collaboration fut leur livre Occult Theocrasy (2 vols., Paris, 1933). Dans ce livre, Miller et Fry développent la thèse du judéo-bolchévisme et d'une responsabilité de la communauté juive dans la Première Guerre mondiale. Elles adhèrent également à la thèse judéo-maçonnique.

## Publications
- Common sense in the kitchen (1918), à compte d'auteur.
- Occult Theocrasy (1933), 2 vol., impr. F. Paillart, Abbeville.